# Theridion pinguiculum
Theridion pinguiculum là một loài nhện trong họ Theridiidae.
Loài này thuộc chi Theridion. Theridion pinguiculum được Eugène Simon miêu tả năm 1909.